# Francisco Lucas Pires
Pour les articles homonymes, voir Francisco Pires.
Francisco Lucas Pires (né le 19 octobre 1944 à Coimbra et mort le 22 mai 1998 à Pombal) est un professeur, avocat et homme politique portugais.

## Biographie
Diplômé en droit par l'université de Coimbra où il fut aussi professeur, il est député à l'Assemblée de la République à partir de 1976.
Il est ministre de la Culture pendant le VIIIe gouvernement. Il est président du parti politique Parti populaire entre 1983 et 1985 et également membre du Conseil d'État.
Il est auteur de plusieurs ouvrages dans le domaine de la Constitution, du droit et des thèmes européens.
Il est le père de Jacinto Lucas Pires.

## Hommages
- La bibliothèque du bâtiment Altiero Spinelli, un des bâtiments du Parlement européen, est nommée en son nom.